# Dan Agyei
Daniel Ebenezer Kwasi Agyei (Kingston upon Thames, Londres, Inglaterra, Reino Unido, 1 de junio de 1997) es un futbolista inglés. Juega de delantero y su equipo es el Kocaelispor de la Superliga de Turquía.

## Trayectoria

### Burnley
Agyei, quien se formó en las inferiores del AFC Wimbledon y llamó la atención de clubes como el West Ham, Chelsea y Fulham, fichó por el Burnley en 2015.
Para la temporada 2015-16, el entrenador Sean Dyche puso a Agyei en la lista de préstamos, y el Coventry City se llevó al jugador por un préstamo de cinco meses. El entrenador del Coventry, Tony Mowbray, le dio el dorsal número 9. 
Debutó profesionalmente contra el Bradford City el 20 de agosto de 2016 donde también anotó su primer gol en la derrota por 3-1 en Valley Parade. En octubre de 2016, anotó el gol más rápido en la historia del Coventry City en el Ricoh Arena, a los 19,5 segundos en la victoria por 3-1 contra el Northampton Town en el EFL Trophy. Regresó a Burnley en enero de 2017, hizo 5 goles en 19 partidos con el Bradford.
Debutó para el Burnley el 12 de marzo de 2017 contra el Liverpool entrando al minuto 88 por Scott Arfield.
El 31 de agosto de 2017, Agyei se unió al Walsall de la League One como préstamo hasta enero de 2018. Anotó cinco goles en 21 encuentros. 
El 18 de enero de 2018, Agyei se fue a préstamo al  Blackpool de la League One hasta el final de la temporada.

### Oxford United
El 10 de agosto de 2019 fichó por el Oxford United de la League One.

### Crewe Alexandra
El 28 de enero de 2022, Agyei fichó por el Crewe Alexandra.

## Estadísticas
Actualizado al 5 de mayo de 2018.
| Club                                | Div.          | Temporada     | Liga  | Liga  | FA Cup | FA Cup | League Cup | League Cup | Otras | Otras | Total | Total |
| Club                                | Div.          | Temporada     | Part. | Goles | Part.  | Goles  | Part.      | Goles      | Part. | Goles | Part. | Goles |
| AFC Wimbledon Inglaterra            | 4.ª           | 2014-15       | 0     | 0     | 0      | 0      | 0          | 0          | 0     | 0     | 0     | 0     |
| AFC Wimbledon Inglaterra            | Total club    | Total club    | 0     | 0     | 0      | 0      | 0          | 0          | 0     | 0     | 0     | 0     |
| Burnley Inglaterra                  | 2.ª           | 2015-16       | 0     | 0     | 0      | 0      | 0          | 0          | -     | -     | 0     | 0     |
| Burnley Inglaterra                  | 1.ª           | 2016-17       | 3     | 0     | 0      | 0      | -          | -          | -     | -     | 3     | 0     |
| Burnley Inglaterra                  | 1.ª           | 2017-18       | 0     | 0     | 0      | 0      | 0          | 0          | -     | -     | 0     | 0     |
| Burnley Inglaterra                  | Total club    | Total club    | 3     | 0     | 0      | 0      | 0          | 0          | -     | -     | 3     | 0     |
| Coventry City (préstamo) Inglaterra | 3.ª           | 2016-17       | 16    | 4     | 0      | 0      | 1          | 0          | 2(1)  | 1     | 19    | 5     |
| Coventry City (préstamo) Inglaterra | Total club    | Total club    | 16    | 4     | 0      | 0      | 1          | 0          | 2     | 1     | 19    | 5     |
| Walsall (préstamo) Inglaterra       | 3.ª           | 2017-18       | 18    | 4     | -      | -      | -          | -          | 3(1)  | 1     | 21    | 5     |
| Walsall (préstamo) Inglaterra       | Total club    | Total club    | 18    | 4     | -      | -      | -          | -          | 3     | 1     | 21    | 5     |
| Blackpool (préstamo) Inglaterra     | 3.ª           | 2017-18       | 9     | 0     | -      | -      | -          | -          | -     | -     | 9     | 0     |
| Blackpool (préstamo) Inglaterra     | Total club    | Total club    | 9     | 0     | -      | -      | -          | -          | -     | -     | 9     | 0     |
| Total carrera                       | Total carrera | Total carrera | 46    | 8     | 0      | 0      | 1          | 0          | 5     | 2     | 52    | 10    |
| (1) Incluye EFL Trophy.             |               |               |       |       |        |        |            |            |       |       |       |       |